# Adolf von Olszewski
Hermann Ernst Seraphim Adolf von Olszewski (* 27. April 1828 in Königsberg; † 15. November 1907 in Berlin) war ein preußischer Generalleutnant.

## Leben

### Herkunft
Adolf war der Sohn von Heinrich Seraphim von Olszewski (1794–1837) und dessen Ehefrau Malwine Margarete, geborene von Baczko (1802–1883). Sein Vater war Hauptmann a. D., zuletzt im 3. Infanterie-Regiment sowie Herr auf Porscheln, Kreis Preußisch Eylau. Die beiden preußischen Generale Heinrich von Olszewski (1823–1918) und Eugen von Olszewski (1826–1908) waren seine Brüder.

### Militärkarriere
Olszewski besuchte die Höhere Bürgerschule in seiner Heimatstadt sowie die Kadettenhäuser in Kulm und Berlin. Anschließend wurde er am 2. Mai 1846 als Musketier im 3. Infanterie-Regiment der Preußischen Armee angestellt. Dort avancierte er im August 1848 zum Sekondeleutnant und diente von November 1852 bis Ende September 1857 als Adjutant des II. Bataillons. Nach seiner Beförderung zum Premierleutnant war Olszewski von Januar bis August 1858 als Kompanieführer beim III. Bataillon im 3. Landwehr-Regiment in Angerburg kommandiert. Mitte Januar 1860 stieg er zum Hauptmann auf und wurde am 13. Mai 1861 zum Kompaniechef ernannt. In dieser Eigenschaft nahm Olszewski 1866 während des Krieges gegen Österreich an den Schlachten bei Trautenau und Königgrätz teil.
Mit der Mobilmachung anlässlich des Krieges gegen Frankreich wurde Olszewski Kommandeur des II. Bataillons im Ostpreußischen Landwehr-Regiment Nr. 3 und in dieser Stellung als Major am 20. Juli 1870 dem 2. Ostpreußischen Grenadier-Regiment Nr. 3 aggregiert. Er nahm an den Belagerungen von Neu-Breisach sowie Belfort teil und konnte sich in der Schlacht an der Lisaine besonders bewähren. Kurz vor dem Friedensschluss kehrte Olszewski als Kommandeur des II. Bataillons in das 2. Ostpreußische Grenadier-Regiment Nr. 3 zurück und erhielt am 20. Juli 1871 noch das Eiserne Kreuz I. Klasse für die Verteidigung des Schlosses Montbéliard. Anfang Juli 1875 folgte seine Beförderung zum Oberstleutnant. Unter Stellung à la suite beauftragte man ihn am 11. Februar 1879 mit der Führung des 6. Pommerschen Infanterie-Regiments Nr. 49. Zwei Monate später wurde er zum Regimentskommandeur ernannt und in dieser Stellung am 11. Juni 1879 zum Oberst befördert. Daran schloss sich vom 12. Juli 1884 bis zum 3. Februar 1888 eine Verwendung als Generalmajor und Kommandeur der 3. Infanterie-Brigade in Danzig an. Anschließend zu den Offizieren von der Armee versetzt, wurde Olszewski zunächst zur Vertretung des Inspekteurs der 3. Landwehr-Inspektion kommandiert und am 16. Mai 1888 zum Inspekteur ernannt. In dieser Eigenschaft erhielt er am 19. September 1888 den Charakter als Generalleutnant. Unter Verleihung des Kronenordens II. Klasse mit Stern wurde Olszewski am 22. März 1889 mit der gesetzlichen Pension zur Disposition gestellt.
Anlässlich des Ordensfestes verlieh ihm Kaiser Wilhelm II. am 15. Januar 1896 noch den Stern zum Roten Adlerorden II. Klasse mit Eichenlaub. Er wurde nach seinem Tod am 18. November 1907 auf dem Friedhof Alt-Schöneberg beigesetzt.

### Familie
Olszewski verheiratete sich am 9. April 1855 mit Elisabeth Florentine Papendieck (1834–1891). Nach ihrem Tod ehelichte er am 21. Mai 1896 in Berlin Bianka Lessing (1844–1928). Aus der ersten Ehe gingen mehrerer Kinder hervor, darunter der spätere preußische Generalmajor Kurt von Olszewski (1860–1937).